# シュトッベ (小惑星)
シュトッベまたはシュトーベ (1847 Stobbe) は、小惑星帯（メインベルト）にある小惑星である。1916年9月30日に、デンマーク生まれの天文学者ホルガー・ティエレがベルゲドルフのハンブルク天文台で発見した。
ドイツの天文学者ヨアヒム・オットー・シュトッベ（Joachim Otto Stobbe、1900年 - 1943年）に因んで命名された。